# Thromidia gigas
Thromidia gigas är en sjöstjärneart som först beskrevs av Ole Theodor Jensen Mortensen 1935.  Thromidia gigas ingår i släktet Thromidia och familjen Mithrodiidae. Inga underarter finns listade i Catalogue of Life.